# Kriminálka New York
Kriminálka New York (v anglickém originále CSI: NY) je americký procedurálně policejní televizní seriál, který se vysílal od 22. září 2004 až do 22. února 2013 na americké stanici CBS a od 27. února 2007 na české TV Nova, odkud byl od 15. července 2012 přesunut na novou televizi skupiny Nova Fanda. Taktéž se vysílá na české verzi stanice AXN. Seriál následuje vyšetřování týmu N.Y.P.D. forenzních kriminalistických vědců, kteří odhalují pozadí tajemných, neobvyklých úmrtích a jiných trestných činů. Seriál je druhý nepřímý spin-off od nejstaršího seriálu Kriminálka Las Vegas a přímý z Kriminálka Miami z epizody, ve které se několik postav z Kriminálky New York poprvé představili.
Původně byl seriál vyráběn ve spolupráci s kanadskou mediální firmou Alliance Atlantis. Celá společnost ukončila spolupráci po třetí sérii v roce 2007 a celá produkce se nyní provádí v rámci příslušnosti CBS Paramount Television.
Seriál je natáčen v CBS Studio Center a na mnoha venkovních scén, které se natáčí v Los Angeles a v okolí. Občas jsou scény natáčeny i v New Yorku.
Poslední díl deváté řady a zároveň poslední díl vůbec se vysílal 22. února 2013. Dne 10. května 2013 byl oficiální televizí CBS zrušen.

## O seriálu
Spin-off z Kriminálky Miami, druhý dodatek k CSI, který následuje Newyorský forenzní tým/policejní detektivy v čele s bývalým mariňákem Macem Taylorem, Det. Mac Taylor a jeho nejnovější parťák Det. Jo Danvillová, zkušená vyšetřovatelka z Washington D.C., jejíž práce je řízena jejími empatiemi k obětem. Na pozadí doutnající etnické a kulturního napětí je Taylor stejný jako jeho protějšky v Las Vegas a Miami spolu s jeho kriminalistickým týmem, skládající se z Det. Dannyho Messera, Det. Lindsay Messerové a Dr. Sheldona Hawkese. Součástí je také patolog Sid Hammerback, laborant Adam Ross a policista z oddělení vražd Det. Don Flack. Mezi bývalé členy patří Det. Aiden Burn, Macova bývalá parťačka Det. Stella Bonasera a zavražděná Det. Jessica Angell, která byla Flackova přítelkyně.

## Obsazení
| Herec              | Postava                 | Pozice                                   | Role v sériích | Role v sériích | Role v sériích | Role v sériích | Role v sériích | Role v sériích | Role v sériích | Role v sériích | Role v sériích | Role v sériích |
| Herec              | Postava                 | Pozice                                   | 1              | 2              | 3              | 4              | 5              | 6              | 7              | 8              | 9              |                |
| ------------------ | ----------------------- | ---------------------------------------- | -------------- | -------------- | -------------- | -------------- | -------------- | -------------- | -------------- | -------------- | -------------- | -------------- |
| Gary Sinise        | Det. Mac Taylor         | Kriminalista úrovně 3 Poručík            | hlavní         | hlavní         | hlavní         | hlavní         | hlavní         | hlavní         | hlavní         | hlavní         | hlavní         |                |
| Melina Kanakaredes | Det. Stella Bonasera    | Kriminaliska úrovně 3 Asistent Poručíka  | hlavní         | hlavní         | hlavní         | hlavní         | hlavní         | hlavní         |                |                |                |                |
| Carmine Giovinazzo | Det. Danny Messer       | Kriminalista úrovně 3                    | hlavní         | hlavní         | hlavní         | hlavní         | hlavní         | hlavní         | hlavní         | hlavní         | hlavní         |                |
| Vanessa Ferlito    | Det. Aiden Burn         | Kriminalista úrovně 2                    | hlavní         | hlavní         |                |                |                |                |                |                |                |                |
| Hill Harper        | Det. Dr. Sheldon Hawkes | Kriminalista úrovně 2                    | hlavní         | hlavní         | hlavní         | hlavní         | hlavní         | hlavní         | hlavní         | hlavní         | hlavní         |                |
| Eddie Cahill       | Det. Don Flack          | Detektiv z oddělení vražd                | hlavní         | hlavní         | hlavní         | hlavní         | hlavní         | hlavní         | hlavní         | hlavní         | hlavní         |                |
| Anna Belknap       | Det. Lindsay Messer     | Kriminalista úrovně 3                    |                | hlavní         | hlavní         | hlavní         | hlavní         | hlavní         | hlavní         | hlavní         | hlavní         |                |
| Robert Joy         | Dr. Sid Hammerback      | Soudní lékař                             |                | vedlejší       | vedlejší       | vedlejší       | hlavní         | hlavní         | hlavní         | hlavní         | hlavní         |                |
| A. J. Buckley      | Adam Ross               | Laboratorní technik                      |                | vedlejší       | vedlejší       | vedlejší       | hlavní         | hlavní         | hlavní         | hlavní         | hlavní         |                |
| Sela Ward          | Det. Jo Danville        | Kriminalistka úrovně 3 Asistent Poručíka |                |                |                |                |                |                | hlavní         | hlavní         | hlavní         |                |

### Hlavní role
- Detektiv I. stupně Mac Taylor (Gary Sinise) je hlava kriminalistické laboratoře v NYC a šéf kriminalistického týmu. Narodil se v Chicago, než se přestěhoval do New Yorku, pracoval v policejním oddělení v Chicago. Smrt jeho manželky Claire Conrad Taylorové, která zahynula při teroristických útocích 11. září, mu způsobila chronickou nespavost, což bylo ukázáno v první sérii, když držel plážový míč, který patři jeho zesnulé manželce, ve svém šatníku. Tvrdí, že ho nemůže vyhodit, protože je v něm stále její dech. Sloužil jako major v Námořní pěchota Spojených států amerických, kde získal zkušenosti ze sebevražedných bombových útoků na kasárny mírových sil v Bejrútu a války v Zálivu, kde také získal pověst, že chce sloužit své zemi, tak jako nikdo jiný na celém světě. Potom všem měl vztah s patoložkou Peyton Driscollovou, která však po roce udělala bolestivé rozhodnutí vrátit se zpět do Anglie, kde se narodila. Od té doby Mac pouze randí, ale zůstává „ženatý“ ke své práci. Na konci sedmé série se rozhodne opustit kriminální laboratoř a nastoupí v soukromé DNA laboratoři, kde zkoumá oběti, které zahynuli při útocích z 11. září, ale později se vrací zpět. (série 8, epizoda 2).
- Detektiv I. stupně Stella Bonasera (Melina Kanakaredes) je součástí týmu díky její silné osobnosti, odhodlání a inteligence. Je na půl řecký a na půl italský sirotek, který vyrůstal cestováním z dětského domova do dětského domova kvůli smrti své matky při dopravní nehodě, když byly Stelle dva roky (série 5, epizoda 24). Z toho důvodu, se tým CSI stal její skutečnou rodinou, kterou hlídá jako starší sestra, víc než Supervisor. Stella (díky herečce Melině Kanakaredesové, která neobnovila smlouvu pro sedmou sérii) odstupuje z newyorské kriminálky a stěhuje se do New Orleans, kde se stala součástí neworleanského policejního oddělení kriminální laboratoře (NOPD).
- Detektivka I. stupně Jo Danvilleová (Sela Ward) pochází z Virginie, kde pracovala pro FBI. Specializuje se na zkoumání DNA a drží si její filozofického názoru, že každý je nevinný, dokud věda nedokáže opak. Také má zkušenosti s trestní psychologií. Má syna vysokoškolského věku Tylera, kterého má z předchozího manželství s kolegou z FBI a adoptovanou dceru Ellie.
- Detektiv III. stupně Danny Messer (Carmine Giovinazzo) vyrůstal v rodině s dohledem. Danny měl krátkotrvající hudební kariéru, a byl vynikající hráč basketbalu. Jeho starší bratr, který zemřel v kómatu, když se ho snažil ochránit při útěku před mladými gangstery. V průběhu dalších let, si Danny prokazuje jeho zásluhy a získává respekt svých kolegů. Vyrůstal v blízkosti a později si vzal kriminalistku Lindsay Monroe, se kterou má dceru Lucy Messer. Na konci sedmé série je povýšen na seržanta. Jeho prací se tedy stává hlídání a školení nováčků. Později se na začátku osmé série vzdává svého povýšení a vrací se zpátky do laboratoře.
- Detektiv III. stupně Aiden Burnová (Vanessa Ferlito) je brooklincká rodačka, která má schopnost, se rychle naučit novým věcem. Vzhledem k tomu, že herečka chtěla seriál opustit je postava napsána, tak že dostala v druhé epizodě druhé série výpověď, poté co se stala posedlou z případu znásilnění.[6] Vzala falešné důkazů, tak aby byl do případu zapojen DJ Pratt, který již údajně jednou znásilnil stejnou oběť. Později je zavražděna a zapálena DJ Prattem, protože se dozvěděl, že zfalšovala důkazy a zjistil, že by poté mohl být odsouzen.
- Detektivka III. stupně Lindsay Monroe Messerová (Anna Belknap) pracovala jako kriminalistka v Montaně, kde si uvědomila svůj sen přestěhovat se do velkého městě, jako je New York. Její severozápadní pracovní morálka a ochota vyhrnout si rukávy a pustit se do práce je v týmu vítána, kam se rychle dostala díky školitele Maca v jejich prvním případu. Rozvíjela své přátelství a vztah hlavně s detektivem Dannym Messerem. Později se s Dannym vdá, (a Danny ji potom začne nazývat „Montana“) a mají spolu dceru Lucy Messerovou. Lindsay byl udělen policejní bojový kříž od newyorské policie za zabití psychotického uprchlíka Shane Casey v Messerovic bytu, když byli Danny a Lucy ve smrtelném nebezpečí, později ji medaile spadla do koše.
- Soudní lékař Sid Hammerback MD (Robert Joy) je popisován jako „mimo grafy geniality“, který ještě nedávno pracoval jako šéf kuchař, než se stal patologem. Má dvě dcery ve vysokoškolské věku a minimálně dvě ex-manželky. Má ve zvyku příliš mluvit a sdílet své komentáře jako jeho předchůdce Sheldon Hawkes. Přes všechny jeho výstřednosti je Sid velmi vnímavý a upřímně se stará o blaho svých spolupracovníků.
- Laborant Adam Ross (A. J. Buckley) je laboratorní technik z původem z Phoenixu, Arizony. Jeho specializací je hledání důkazů. Někdy doprovází kriminalisty na místo činu a pomáhá jim zajišťovat a hledat důkazy. Adam naznačuje, že jeho otec byl tyran, a že si vymyslel obsedantně kompulzivní poruchu, pro vypořádání se s jeho bolestivým dětstvím. Mimo kancelář, fušuje do různých subkultur, ať už je to hraní Second Life až po randění na SuicideGirls. Kriminalistka Stella Bonasera je jeho slabostí, jednou zatímco tým truchlí a zotavuje se z tragédie, tak s ním flirtuje, a poté se s ním vyspí.
- Detektiv III. stupně Sheldon Hawkes MD (Hill Harper) je bývalý patolog z newyorské kanceláře soudního lékaře (OCME). Byl zázračné dítě, které vystudovalo vysokou školu v 18 letech a ve 24 letech se stal licencovaným chirurgem s několika lety zkušenostmi na pohotovosti. Opustil operování, protože ho přemohla bolest z toho, že nezachránil dva pacienty, i přes to, že je lékařská věda nedokázala zachránit. Měl zatím málo vztahů, ale za to hlubokých: jeho ex-manželku si chtěl vzít, nedávná láska, byla na tolik silná, že přečkala i ty nejzávaznější problémy. I když pracuje u CSI, není to detektiv.
- NYPD detektiv z oddělení vražd I. stupně Don Flack (Eddie Cahill) pochází z dlouhé řady donucovacích úředníků. Zadělává mezeru mezi „starou školou“ NYPD a novou generací CSI. Je vtipný detektiv, který má jen málo trpělivosti se špatnými lidmi, a jeho techniky jsou považovány jako hranice, ale však účinné. Je Dannyho nejlepší přítel a je vždy ochoten pomoct a vyslechnout jeho problémy. Přestože je to NYPD tvrďák, tak je Flack citově zralý a má pochopení pro ty, kteří ho potřebují. On vyvíjel vážný a dlouhodobý vztah s detektivkou Jessicou Angellovou, která je později zastřelena a zabita.

### Hostující role
V Kriminálce New York hostovala řada osobností, např.:
| - Dianna Agronová - Mädchen Amicková - Criss Angel - Ed Asner - Alex Max Band - Matt Barr - Ryan Bittle - Jamie Chung - Kim Coates - Sasha Cohenová - Misha Collins - James Badge Dale - Chris Daughtry - Jackson Davis - Kat Denningsová - Michael Clarke Duncan - Peter Fonda - Robert Forster - Cassidy Freeman - Edward Furlong | - Nelly Furtado - Kyle Gallner - Aimee Garcia - Josh Groban - Brian Hallisay - Taylor Handley - Kam Heskin - Kim Kardashian - Kid Rock - Mia Kirshner - Andrew Lawrence - Joey Lawrence - Rachelle Lefèvre - Kellan Lutz - Lee Majors - Maroon 5 - Natalie Martinez - Matias Masucci - Marlee Matlinová - Neal McDonough | - John McEnroe - Joey McIntyre - Bonnie McKee - Michaela McManus - Ryan McPartlin - Katharine McPhee - Vanessa Minnillo - Pat Monahan and Train - Rob Morrow - Kathleen Munroe - Nelly - Craig T. Nelson - Judd Nelson - Jaime Ray Newman - Ne-Yo - Edward James Olmos - Julia Ormond - Danica Patricková - Robert Picardo - Aaron Refvem | - Carlo Rota - Deanna Russo - Rex Ryan - Charles Shaughnessy - Ashlee Simpson - Octavia Spencer - Suicide Girls - D. B. Sweeney - TJ Thyne - Skeet Ulrich - La La Vasquez - Emmanuelle Vaugier - Pete Wentz - Paul Wesley - Mykelti Williamson - Rumer Willis - Shailene Woodley |

V roce 2009 obdržela hostující celebrita Ed Asner cenu Emmy za jeho roli v epizodě 22 v páté sérii.

## Řady a díly
| Řada | Díly | Premiéra v USA | Premiéra v USA  | Premiéra v ČR      | Premiéra v ČR     |
| Řada | Díly | První díl      | Poslední díl    | První díl          | Poslední díl      |
| ---- | ---- | -------------- | --------------- | ------------------ | ----------------- |
| 1    | 23   | 22. září 2004  | 18. května 2005 | 27. února 2007     | 7. srpna 2007     |
| 2    | 24   | 28. září 2005  | 17. května 2006 | 21. února 2008     | 31. července 2008 |
| 3    | 24   | 20. září 2006  | 16. května 2007 | 3. března 2009     | 30. června 2009   |
| 4    | 21   | 26. září 2007  | 21. května 2008 | 2. února 2010      | 22. června 2010   |
| 5    | 25   | 24. září 2008  | 14. května 2009 | 23. listopadu 2010 | 22. prosince 2012 |
| 6    | 23   | 23. září 2009  | 26. května 2010 | 23. prosince 2012  | 9. března 2013    |
| 7    | 22   | 24. září 2010  | 13. května 2011 | 16. března 2013    | 20. července 2013 |
| 8    | 18   | 23. září 2011  | 11. května 2012 | 27. července 2013  | 18. září 2013     |
| 9    | 17   | 28. září 2012  | 22. února 2013  | 23. září 2014      | 15. října 2014    |

Pátá série byla premiérově uvedena na TV Nova 23. listopadu 2010 až do 14. prosince 2010, kdy byly uvedeny čtyři epizody. Dalších pět epizod bylo uvedeno od 15. února 2011 do 15. března 2011, také na TV Nova. Poté byl od 15. července 2012 přesunut na novou televizi skupiny Nova Fanda, kde proběhla repríza devíti epizod, a poté pokračování dalších premiérových epizod.

### Crossovery
- „Miami – New York – Nonstop“ (Epizoda Kriminálky Miami): Vrátili se zpátky důkazy dvojnásobné vraždy, v níž byli manžel a manželka zavražděni v luxusním domě, vyšetřování vede Horatio, který se domnívá, že vrah bydlí v New Yorku. Když dorazí do Velkého Jablko (Big Apple), je k Horatiovi připojen na pomoc Dec. Mac Taylor (Gary Sinise), který se domnívá, že vražda na newyorském karnevalu má něco společného s vraždou v Miami.
- „Honička na Manhattanu“: crossover epizoda, která začíná epizodou Kriminálky Miami „Pachatel na útěku“, uzavírá únik sériového vraha Henryho Dariuse, který zavraždil skupinu dospívajících lidí v luxusním bytě, kde se pokusil ukrást miliony z vysoce-technicky zabezpečené úschovny.
- „Cold Reveal“: Stella se stává podezřelou z vraždy ve Philadelphii v odložené případu, když Detektiv Scotty Valens (ze seriálu Odložené případy) navštíví laboratoř a řekne jí, že se její DNA shoduje s důkazy. Mezitím, je Macova kariéra ohrožena, když je proti ně mu zahájeno vnitřní vyšetřování.
- „Hammer Down“: Ray Langston z lasvegaské kriminalistické laboratoře sleduje převaděčský prsten, který ho zavede až do New Yorku, kde byl údajně odkoupen. V případu mu pomáhá Det. Mac Taylor, který se snaží osvobodit dívku, která je držena zločineckou skupinou. Tato epizoda je součástí Kriminalistické trilogie, která začíná epizodu v seriálu Kriminálka Miami („Šťastnou cestu“), poté pokračuje Kriminálkou New York („Hammer Down“) a končí v Kriminálce Las Vegas („Ztracené dívky“).
- „Seth and Apep“: Crossover epizoda začíná v Kriminálce Las Vegas dílem "In Vino Veritas", kdy D. B. Russel pomůže v New Yorku při pátrání po Christine, Macovo přítelkyně, která podle prvních indicií zmizela v Las Vegas, ale poté se zjistí, že byla unesená v New Yorku.

## Dabing
| Postava                 | Dabéři                                                        | Dabéři | Dabéři                | Dabéři                | Dabéři                | Dabéři                | Dabéři                | Dabéři                | Dabéři                |            |
| Postava                 | 1                                                             | 2 | 3                     | 4                     | 5                     | 6                     | 7                     | 8                     | 9                     |            |
| ----------------------- | ------------------------------------------------------------- | --- | --------------------- | --------------------- | --------------------- | --------------------- | --------------------- | --------------------- | --------------------- | ---------- |
| Det. Mac Taylor         | Pavel Šrom                                                    | Pavel Šrom | Pavel Šrom            | Pavel Šrom            | Pavel Šrom            | Pavel Šrom            | Pavel Šrom            | Pavel Šrom            | Pavel Šrom            | Pavel Šrom |
| Det. Jo Danville        |                                                               | |                       |                       |                       |                       | Barbora Munzarová     | Barbora Munzarová     | Barbora Munzarová     |            |
| Det. Danny Messer       | Jan Maxián                                                    | Jan Maxián | Jan Maxián            | Jan Maxián            | Jan Maxián            | Jan Maxián            | Jan Maxián            | Jan Maxián            | Jan Maxián            |            |
| Det. Lindsay Messer     |                                                               | Dana Černá (1.-18. díl) Jitka Moučková (19.-24. díl)                                                          | Dana Černá            | Dana Černá            | Dana Černá            | Dana Černá            | Dana Černá            | Dana Černá            | Dana Černá            |            |
| Dr. Sid Hammerback      |                                                               | Otakar Brousek mladší                                                                                         | Otakar Brousek mladší | Otakar Brousek mladší | Otakar Brousek mladší | Otakar Brousek mladší | Otakar Brousek mladší | Otakar Brousek mladší | Otakar Brousek mladší |            |
| Adam Ross               |                                                               | Lukáš Hlavica (8. díl) Lumír Olšovský (12.-13. díl) Martin Stránský (19.-20. díl) Mário Kubec (15. a 22. díl) | Libor Bouček          | Libor Bouček          | Libor Bouček          | Libor Bouček          | Libor Bouček          | Libor Bouček          | Libor Bouček          |            |
| Det. Dr. Sheldon Hawkes | Filip Jančík                                                  | Filip Jančík                                                                                                  | Filip Jančík          | Filip Jančík          | Filip Jančík          | Filip Jančík          | Filip Jančík          | Filip Jančík          | Filip Jančík          |            |
| Det. Don Flack          | Svatopluk Schuller (1.-21. díl) Zbyšek Pantůček (22.-23. díl) | Svatopluk Schuller                                                                                            | Svatopluk Schuller    | Svatopluk Schuller    | Svatopluk Schuller    | Svatopluk Schuller    | Svatopluk Schuller    | Svatopluk Schuller    | Svatopluk Schuller    |            |
| Det. Aiden Burn         | Hana Ševčíková                                                | Hana Ševčíková                                                                                                |                       |                       |                       |                       |                       |                       |                       |            |
| Det. Stella Bonasera    | Stanislava Jachnická                                          | Stanislava Jachnická (1.-21. díl) Zuzana Hykyšová (22.-24. díl)                                               | Stanislava Jachnická  | Stanislava Jachnická  | Stanislava Jachnická  |                       |                       |                       |                       |            |